# Cândido Nanzianzeno Nogueira da Motta
Cândido Nanzianzeno Nogueira da Motta (Porto Feliz, em 9 de maio de 1870 – São Paulo, 16 de março de 1942) foi um professor, político, senador estadual por São Paulo e deputado federal brasileiro.

## Vida
Cândido Nanzianzeno Nogueira da Motta nasceu em Porto Feliz. Filho do educador Fernando Maria Nogueira da Motta e de Mariana Francisco da Motta. Casado com Clara Cândida da Motta Amaral. Aos 9 anos, residiu em Capivari. Formou-se em Direito em 1891. Exerceu cargos de Promotor Público, Delegado de Polícia, Professor de Direito, Vereador, Deputado Estadual e Federal, e Senador Estadual (1922 a 1930). No governo de Altino Arantes (1916 – 1920) exerceu o cargo de Secretário da Agricultura. Um dos responsáveis pela implantação do Parque das Monções, do Monumento aos Bandeirantes e da linha férrea de Porto Feliz, em 1920.
Faleceu em 16 de março de 1942 em São Paulo.